# Csörgő Sándor
Csörgő Sándor (Egerfarmos, 1947. július 16. – Szeged, 2008. február 14.) magyar matematikus, a Magyar Tudományos Akadémia rendes tagja. Testvére, Csörgő Miklós szintén matematikus.
Kutatási területe a valószínűségelmélet és a matematikai statisztika határeloszlásai. Megoldotta a valószínűségszámítás egyik legrégebbi, 1713-ból származó problémáját, a szentpétervári paradoxont.

## Életpályája
Egerben a Dobó István Gimnáziumban tett érettségi vizsgát. Felsőfokú tanulmányait a szegedi József Attila Tudományegyetem matematika szakán végezte. Matematikus oklevelét 1970-ben kapta kézhez, s mindjárt bekerült a szegedi egyetem Bolyai Intézetébe. Gyakornok (1970-1972), 1972-ben Szőkefalvi-Nagy Bélánál és Tandori Károlynál védte meg egyetemi doktori disszertációját, ezután tanársegéddé léptették elő (1972-1975).
A kijevi Állami Egyetemen volt aspirantúrán, témavezetője A. V. Szkorohod volt, nála védte meg kandidátusi disszertációját 1975-ben. Hazajőve 1975-ben adjunktusi beosztásba került (1975-1978). 1984-ben érte el a matematika tudományok doktora fokozatot, 1978-tól 1987-ig docensi beosztásban dolgozott, 1987-ben kapta meg az egyetemi tanári kinevezést. Vezette a Sztochasztika Tanszéket. Vendégkutató volt a Kaliforniai Egyetemen (San Diego, 1984-1985), a Stanford Egyetemen (1985), az Észak-Karolinai Egyetemen (Chapel Hill, 1989-1990), a Michigani Egyetemen Ann Arborban (1990-1998). 2000-ben önként mondott le amerikai professzori állásáról, s visszatért kutatni, tanítani a Bolyai Intézetbe.
Magas impakt faktorú szakfolyóiratokban adta közre tudományos eredményeit angol nyelven hazai, de gyakran külföldi szerzőkkel is. A legidézettebb tudósok közt tartották számon nemzetközi viszonylatban is. Az akadémiai tagság mégis váratott magára, végül 2001-ben az MTA beválasztotta levelező tagjai, 2007-ben pedig rendes tagjai sorába. Szegeden érte a halál, az Újszegedi temetőben nyugszik.

## Az egyik legidézettebb magyar matematikus
Csörgő Sándor neve sokat szerepel a magyar sajtóban azzal kapcsolatban, hogy mind az úgynevezett Sanghaji lista, mind a Szabó Csaba-ügy során felmerült a Thomson ISI sokszor idézett tudósok listáján szereplő öt magyarországi tudós egyike (az egyetlen matematikus). A HVG cikkének címe is A legidézettebb magyar tudósok. Olvasói levelében Barner Dávid György egyenesen megrója az akadémiát, mert Csörgőt nem választotta tagjának. Bár a matematikában a kiválóságot nem az idézetek számával szokták mérni, amint azt maga Csörgő is nyilatkozta, az akadémiai ajánlásában említett 1700-as független idézettsége mindenképpen kimagasló nemzetközi szinten is.

## Művei
- Csörgő Sándor 167 tudományos publikációja a SZTE Egyetemi Könyvtár bibliográfiájában[halott link]

## Tudományos tisztség
- Statistical Theory and Method Abst., Eastern Europe, szerk. (1980-1987)
- The Annals of Statistics, szerk. biz. tag (1986-1988)

## Társasági tagság
- Bolyai János Matematikai Társulat (1970-2008)
- The Inst. of Math. Statistics (1980-2008)
- Bernoulli Soc. for Math. Statistics and Probability (1982-2008)

## Kitüntetések
- Grünwald Géza-díj (1974)
- Erdős Pál-díj (1987)
- Széchenyi professzori ösztöndíj (1998-2001)
- Akadémiai Díj (1999)
- Szele Tibor-emlékérem (2004)
- Szent-Györgyi Albert-díj (2005)
- Szegedért Alapítvány Fődíj (2007)
- Széchenyi-díj (posztumusz, 2008)